# Asle Bækkedal
Asle Leonhard Bækkedal (Oslo, 9 december 1896 - Göteborg, 6 juni 1952) was een Noors atleet. Hij nam deel aan de Olympische Zomerspelen van 1920.

## Biografie
Asle Bækkedal emigreerde in zijn jeugd naar Frankrijk en woonde later in Zweden, waar hij in 1952 overleed.

## Belangrijkste resultaten

### Olympische Zomerspelen
| Jaar | Plaats    | Discipline | Onderdeel             | Resultaten                                                                         |
| ---- | --------- | ---------- | --------------------- | ---------------------------------------------------------------------------------- |
| 1920 | Antwerpen | Atletiek   | 100 m (m)             | eerste ronde: 5e (reeks 12)                                                        |
| 1920 | Antwerpen | Atletiek   | 4x100 m estafette (m) | eerste ronde: DSQ (reeks 1)samen met: Erling Aastad Bjarne Guldager Rolf Stenersen |

### Persoonlijke records
| Onderdeel | Tijd    | Jaar |
| --------- | ------- | ---- |
| 100 m     | 10,9 s. | 1921 |